# Black Isle's Torn
Black Isle's Torn es un videojuego de rol desarrollado para Windows por Black Isle Studios, anunciado el 22 de marzo de 2001 y cancelado en julio del mismo año. El juego consistía en utilizar una versión modificada del sistema SPECIAL, que se habían aplicado en la serie de Fallout. Desarrollado en varias ediciones del motor de juego Lithtech. Torn poseía características nunca vistas en los anteriores juegos de Black Isle Studios, tales como gráficos 3D y movimiento de cámara en tiempo real.
En Torn, el jugador asume el papel de un errante, que fue maldecido a llevar la desgracia a las personas y lugares en los alrededores. En virtud de una orden del rey, el jugador emprende misiones para aclarar una serie de profecías en conflicto. A diferencia de varios otros juegos de Black Isle Studios, el juego iba a tener lugar en un mundo original titulado "Torn" en lugar de una tradicional ubicación de Dungeons & Dragons.